# Gelanesaurus
Gelanesaurus es un género de lagartos de la familia Gymnophthalmidae. Incluye a dos especies que se distribuyen por la Sudamérica tropical y que hasta hace poco se incluían en el género Potamites. El nombre Gelanesaurus proviene de las palabras griegas gelane y saurus, que significan alegre y lagarto respectivamente. Este nombre hace referencia al patrón de coloración de la cabeza que muestra una sonrisa de joker.

## Especies
Se reconocen las siguientes dos especies:
- Gelanesaurus cochranae (Burt & Burt, 1931)
- Gelanesaurus flavogularis (Altamirano-Benavides, Zaher, Lobo, Grazziotin, Sales Nunes & Rodrigues, 2013)